# Episodi di Casa Keaton (prima stagione)
La prima stagione della serie televisiva Casa Keaton, composta da 22 episodi, è stata trasmessa negli Stati Uniti sul canale NBC dal 22 settembre 1982 all'11 aprile 1983.
In Italia è andata in onda su Italia 1.
| nº | Titolo originale               | Titolo italiano                    | Prima TV USA      | Prima TV Italia |
| -- | ------------------------------ | ---------------------------------- | ----------------- | --------------- |
| 1  | Pilot                          | La ragazza di Alex                 | 22 settembre 1982 |                 |
| 2  | Not with My Sister You Don't   | Un week-end da ricordare           | 29 settembre 1982 |                 |
| 3  | I Know Jennifer's Boyfriend    | Vuoi ballare con me?               | 6 ottobre 1982    |                 |
| 4  | Summer of '82                  | Un'esperienza indimenticabile      | 27 ottobre 1982   |                 |
| 5  | I Never Killed for My Father   | Non è mai troppo tardi per capirsi | 3 novembre 1982   |                 |
| 6  | Give Your Uncle a Kiss         | Uno zio troppo espansivo           | 10 novembre 1982  |                 |
| 7  | Big Brother Is Watching        | Notizia da prima pagina            | 17 novembre 1982  |                 |
| 8  | No Nukes Is Good Nukes         | Fate l’amore non fate la guerra    | 24 novembre 1982  |                 |
| 9  | Death of a Grocer              | La vecchia drogheria               | 1º dicembre 1982  |                 |
| 10 | Have Gun, Will Unravel         | Non c’è posto per le armi          | 8 dicembre 1982   |                 |
| 11 | A Christmas Story              | Un Natale di ricordi               | 15 dicembre 1982  |                 |
| 12 | Oops                           | Un’amica nei pasticci              | 22 dicembre 1982  |                 |
| 13 | Sherry Baby                    | Doppio appuntamento                | 12 gennaio 1983   |                 |
| 14 | The Fugitive - Part 1          | Il fuggiasco - Parte 1             | 19 gennaio 1983   |                 |
| 15 | The Fugitive - Part 2          | Il fuggiasco - Parte 2             | 26 gennaio 1983   |                 |
| 16 | Margin of Error                | Alti e bassi della borsa           | 9 febbraio 1983   |                 |
| 17 | French Lessons                 | Lezione di francese                | 16 febbraio 1983  |                 |
| 18 | I Gotta Be Ming                | Devo essere me stesso              | 23 febbraio 1983  |                 |
| 19 | Suzanne Takes You Down         | Amicizia e lavoro contrasto sicuro | 16 marzo 1983     |                 |
| 20 | The Fifth Wheel                | L’ultima ruota del carro           | 28 marzo 1983     |                 |
| 21 | Stage Fright ("Video Jitters") | Panico da telecamera               | 4 aprile 1983     |                 |
| 22 | Elyse D'Arc                    | Divergenze in famiglia             | 11 aprile 1983    |                 |